# Lipowa (powiat opolski)
Lipowa (Neuleipe, do 1914 Polnisch Leipe)– wieś w Polsce położona w województwie opolskim, w powiecie opolskim, w gminie Dąbrowa.
Od 1950 miejscowość należy administracyjnie do województwa opolskiego.

## Nazwa
Niemiecki leksykon geograficzny Neumanna wydany w 1905 roku notuje nazwę miejscowości jako Polnisch Leipe. Nazwa ta używana była do roku 1914 zanim nie została pozbawiona pierwszego członu Polnisch nawiązującego do Polski. Zastąpiono go przyrostkiem Neu (pol. Nowa) i od tego momentu miejscowość nosiła nazwę Neu Leipe.

## Historia
Od końca XVIII w. wieś posiadała własną pieczęć gminną, na której wizerunku przedstawiono trzy drzewa liściaste (lipy?).